# 南哈特威克 (紐約州)
南哈特威克（英語：South Hartwick）是位於美國紐約州奧齊戈縣的非建制地區。

## 歷史
南哈特威克的郵局於1850年設立，其後於1942年停運。

## 地理
南哈特威克所處的海拔為高於海平面376米（即1234英呎），而該地所採用的時區為UTC-5，即北美东部时区（EST）。同時該地設有夏令時間，為UTC-5調快一小時，即UTC-4（EDT）。